# Aglutynina
Aglutynina – substancja powodująca zlepianie aglutynogenów podczas aglutynacji. Mogą być to przeciwciała obecne w surowicy krwi albo dowolna inna substancja jak np. lektyny.
Ze względu na działanie wyróżnia się przeciwciała:
- aglutynina H – przeciwko antygenom rzęskowym (tworzy się delikatny, wątły strąt, który łatwo ulega rozbiciu przy wstrząśnięciu);
- aglutynina O – przeciwko antygenom somatycznym (tworzy ona na dnie probówki trwały osad grudkowy).